# استانیسواو باران
استانیسواو باران (لهستانی: Stanisław Baran; ۲۶ آوریل ۱۹۲۰ – ۱۲ مهٔ ۱۹۹۳) بازیکن فوتبال اهل لهستان بود.
از باشگاه‌هایی که در آن بازی کرده‌است می‌توان به باشگاه فوتبال لخیا گدانسک اشاره کرد.
وی همچنین در تیم ملی فوتبال لهستان بازی کرده‌است.